# Hypnelus bicinctus
El buco de dos bandas (Hypnelus bicinctus) es una especie de aves perteneciente a la familia de los bucónidos, nativa del este de Colombia y Venezuela. 
El buco de dos bandas tiene una garganta blanquecina, partes inferiores de color ante y dos bandas en el pecho de color marrón oscuro. Esta especie y el bobito punteado (Hypnelus ruficollis) anteriormente se consideraban conespecíficos. De hecho, algunas autoridades taxonómicas (incluida la American Ornithological Society todavía lo consideran así.